# Acmaeodera tenebricosa
Acmaeodera tenebricosa är en skalbaggsart som beskrevs av Henry Clinton Fall 1922. Acmaeodera tenebricosa ingår i släktet Acmaeodera och familjen praktbaggar. Inga underarter finns listade i Catalogue of Life.